# Brick and Lace
Brick & Lace est un duo jamaïcain de RnB/dancehall composé de deux sœurs, Nyanda et Nailah Thorbourne.

## Biographie
Nailah et Nyanda sont nées d'un père musicien gospel jamaïcain et d'une mère chanteuse afro-américaine. Elles grandissent à Kingston, capitale de la Jamaïque. Elles ont 2 autres sœurs dont Tasha l'aînée, suivi de Nyanda, Nailah et pour finir Candace qui sont aussi chanteuses. Brick & Lace était un groupe composé de 3 sœurs dont Tasha, Nyanda et Nailah, mais Tasha a préféré se retirer pour pouvoir se concentrer sur les textes des chansons. Brick & Lace signifie "brique" et "dentelle". Selon les sœurs jamaïcaines, chaque femme possède deux facettes, d'où ce nom.
Leur univers musical est très large. Il passe par le RnB, le dancehall, le reggae, le hip-hop, la pop et la soul.
Issues de la scène locale dancehall, elles participent notamment au Reggae Sunsplash et ouvrent un concert de Roberta Flack.
Elles ont étudié à l'université de Miami.
Plus tard, elles sont invitées par Lauryn Hill pour faire les chœurs durant ses concerts et aussi par un producteur pour travailler avec lui, ce qu'elles ont choisi de faire.
Les deux jeunes femmes sont les premières artistes à signer ensuite sur le label d'Akon, Kon Live Records.
En 2007, elles proposent leur premier album Love is Wicked, sur lequel on retrouve Akon ou encore Will.i.am des Black Eyed Peas. Akon est d'ailleurs le producteur du single éponyme, basé sur le fameux Diwali Riddim.
En 2013, les deux chanteuses se lancent dans des carrières solo. Nailah stylise son nom en Nyla. Nyanda, quant à elle, n'a pas changé son nom de scène.

## Discographie

### Singles
- 2007 : Never Never
- 2007 : Never, Never (Remix)
- 2007 : Love Is Wicked
- 2008 : Get That Clear (Hold Up)
- 2009 : Bad To Di Bone
- 2024 : Proof

### Apparitions & Featurings
- 2007 : Out Of My Mind sur la bande originale du film Made in Jamaica
- 2008 : Puakenikeni de Nicole Scherzinger sur l'album Her Name is Nicole, feat. Muss De Boss Playa
- 2011 : Grenade de Vincenzo sur l'album La Matrice
- 2011 : In love with the music  de  Golden Crew & Lynnsha
- 2017 : On My Way de Richard Orlinski, feat. Nyanda